# Aviernoz
Aviernoz (le -z ne se prononce pas) est une ancienne commune française située dans le département de la Haute-Savoie, en région Auvergne-Rhône-Alpes.
Au 1er janvier 2017, elle est regroupée avec Thorens-Glières, Évires, Les Ollières et Saint-Martin-Bellevue pour former la commune nouvelle de Fillière.

## Géographie
La commune est située dans le pays de Fillière, canton de Thorens-Glières. Sa superficie est de 1 590 hectares étagée entre 578  et   1 673 m d'altitude. Elle comporte plusieurs hameaux d'habitations (le Village, le Vuaz, Possy, les Côtes et Charbonnières).
Aviernoz est bordée par l'ancienne commune de Thorens-Glières au nord, Villaz au sud, l'ancienne commune de Les Ollières à l'ouest et Dingy-Saint-Clair au sud-est.

## Toponyme
Dans divers documents on peut trouver Aviernnaz, Vernod et Vernoud, provenant du terme « verne » désignant un endroit où l'on trouve de l'aulne glutineux. En patois, le Z final signifie que la dernière syllabe est atone, il ne faut donc pas prononcer le Z et le O est quasiment muet.
En francoprovençal, le nom de la commune s'écrit Avyêrno, selon la graphie de Conflans.

## Histoire
La paroisse d'Aviernoz était liée à celle des Ollières jusqu'en 1682, date à laquelle elle devient indépendante. L'église, la cure et un cimetière de 700 m2 sont alors implantés au hameau du Crêt-des-Pierres. Lors de la création du nouveau chef-lieu, l'église est déplacée en 1896, puis en 1947 le cimetière est lui aussi transféré. En 2010, l'association des « Compagnons d'Aviern » décide de redonner vie à ce cimetière en le transformant en cimetière paysager.
En 2015, un projet de fusion des communes de la communauté de communes du pays de la Fillière est soumis à un référendum,. L'objectif est de créer une commune suffisant forte avant la fusion de la CCPF en 2017 avec la communauté de l'agglomération d'Annecy.
Un référendum a été tenu le 11 octobre 2015 sur l'ensemble des communes de la CCPF pour décider de la création d'une commune nouvelle sur les bases de la communauté de communes, pour ensuite intégrer la communauté de l'agglomération annécienne. À la suite de ce référendum, la proposition de fusion est à 9 stoppée.
La commune fusionnera avec Thorens-Glières, Évires, Les Ollières et Saint-Martin-Bellevue au 1er janvier 2017 pour donner naissance à la commune nouvelle appelée Fillière.

## Politique et administration
Depuis 1944, cinq maires se sont succédé :
| Période                                  | Période                  | Identité             | Étiquette | Qualité  |
| ---------------------------------------- | ------------------------ | -------------------- | --------- | -------- |
| Les données manquantes sont à compléter. |                          |                      |           |          |
| 1944                                     | mars 1977                | Marcel Encrenaz      |           |          |
| mars 1977                                | mars 2001                | Renaud Métral-Boffod |           |          |
| mars 2001                                | mars 2008                | Jean Duret           |           |          |
| mars 2008                                | mars 2014                | Claude Clerc         |           |          |
| mars 2014                                | En cours (au avril 2014) | Claude Jacob         |           | Retraité |

## Population et société
Les habitants de Aviernoz sont appelés les Vernodiens. Le sobriquet en patois des habitants était Pétachas (les empêtrés), au XIXe siècle.

### Démographie
L'évolution du nombre d'habitants est connue à travers les recensements de la population effectués dans la commune depuis 1793. Pour les communes de moins de 10 000 habitants, une enquête de recensement portant sur toute la population est réalisée tous les cinq ans, les populations de référence des années intermédiaires étant quant à elles estimées par interpolation ou extrapolation. Pour la commune, le premier recensement exhaustif entrant dans le cadre du nouveau dispositif a été réalisé en 2004.

En 2014, la commune comptait 897 habitants, en évolution de +16,19 % par rapport à 2008 (Haute-Savoie : +6,01 %, France hors Mayotte : +2,11 %).
| 1793 | 1800 | 1806 | 1822 | 1838 | 1848 | 1858 | 1861 | 1866 |
| ---- | ---- | ---- | ---- | ---- | ---- | ---- | ---- | ---- |
| 461  | 490  | 491  | 450  | 612  | 624  | 657  | 626  | 565  |

| 1872 | 1876 | 1881 | 1886 | 1891 | 1896 | 1901 | 1906 | 1911 |
| ---- | ---- | ---- | ---- | ---- | ---- | ---- | ---- | ---- |
| 586  | 576  | 624  | 616  | 576  | 576  | 506  | 510  | 469  |

| 1921 | 1926 | 1931 | 1936 | 1946 | 1954 | 1962 | 1968 | 1975 |
| ---- | ---- | ---- | ---- | ---- | ---- | ---- | ---- | ---- |
| 444  | 437  | 407  | 406  | 396  | 351  | 306  | 310  | 281  |

| 1982 | 1990 | 1999 | 2004 | 2006 | 2009 | 2014 | - | - |
| ---- | ---- | ---- | ---- | ---- | ---- | ---- | - | - |
| 356  | 444  | 614  | 725  | 773  | 772  | 897  | - | - |

- 615 habitants permanents en 1999, dont 49,3 % de femmes, ? % de célibataires, 8,0 % de chômeurs, 12,5 % de retraités.
- 725 habitants permanents en 2004, dont 48,8 % de femmes, 31,6 % de célibataires, 4,6 % de chômeurs, 11,9 % de retraités.

### Enseignement
La commune administre une école maternelle et une  école primaire.

### Problématique
Des associations écologistes ont manifesté contre la présence de mâchefers sur le site de la carrière des Lapiaz à Aviernoz. La mise en place d'une protection et le suivi périodique du site a permis de mettre en évidence la préservation de l'environnement.

## Économie
- Agriculture et élevage. Fin 2012, il restait 5 exploitations agricoles importantes et pérennes.
- Artisanats et services : menuiserie, BTP, taille de pierres, plâtres, eau, gaz, couvertures, charpentes, électricité, nettoyage, équipements mécaniques.
- Petite industrie : mécanique de précision.
- Commerces et services : hôtel-auberge, café-bar, coiffure, meubles, restauration, commerces de marchés, soins du corps, taxis, édition.
- Professions libérales : assurance, conseil aux entreprises, informatique, design.

## Culture locale et patrimoine

### Lieux et monuments

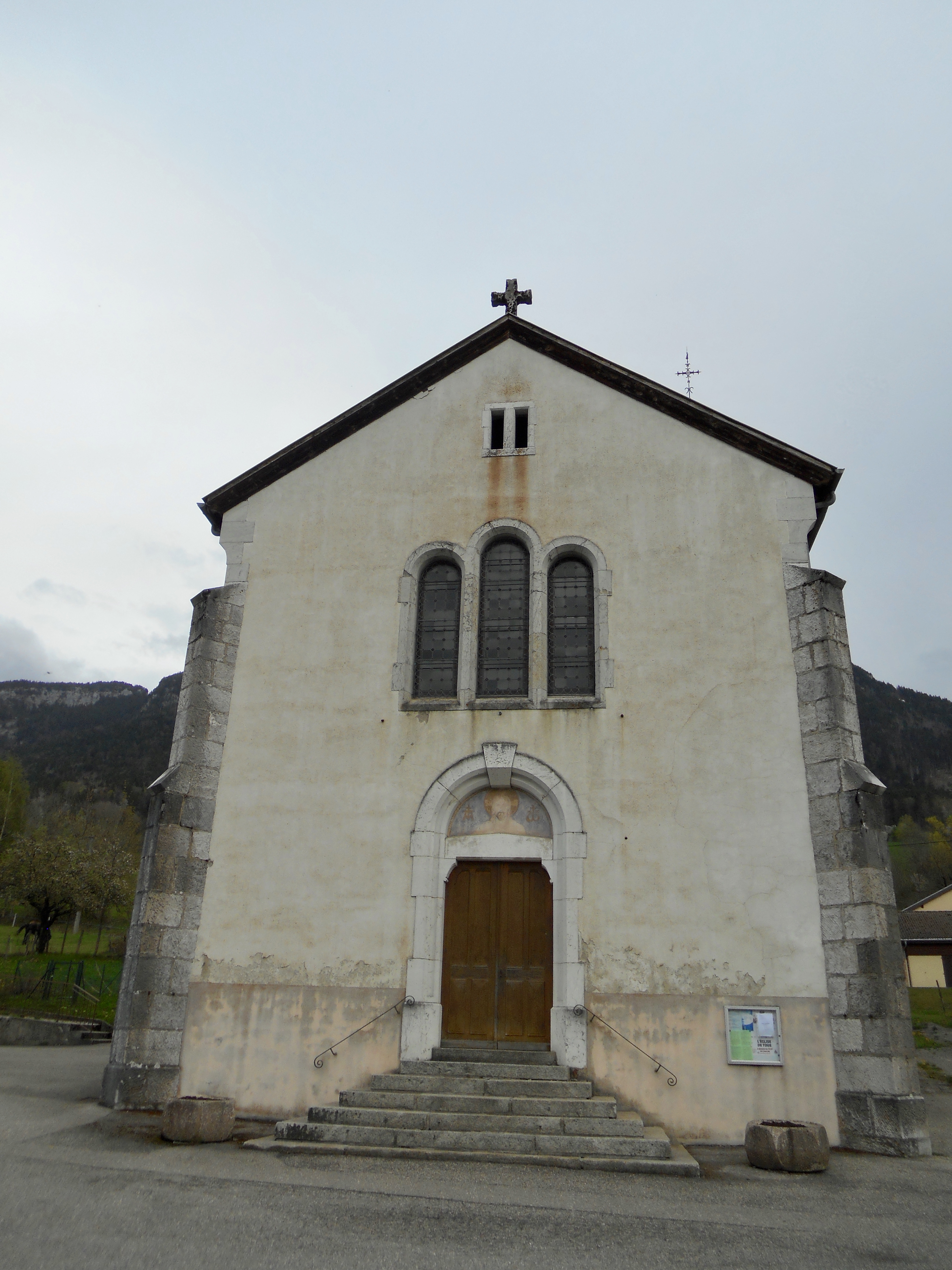
Façade de l'église Saint-Maurice.
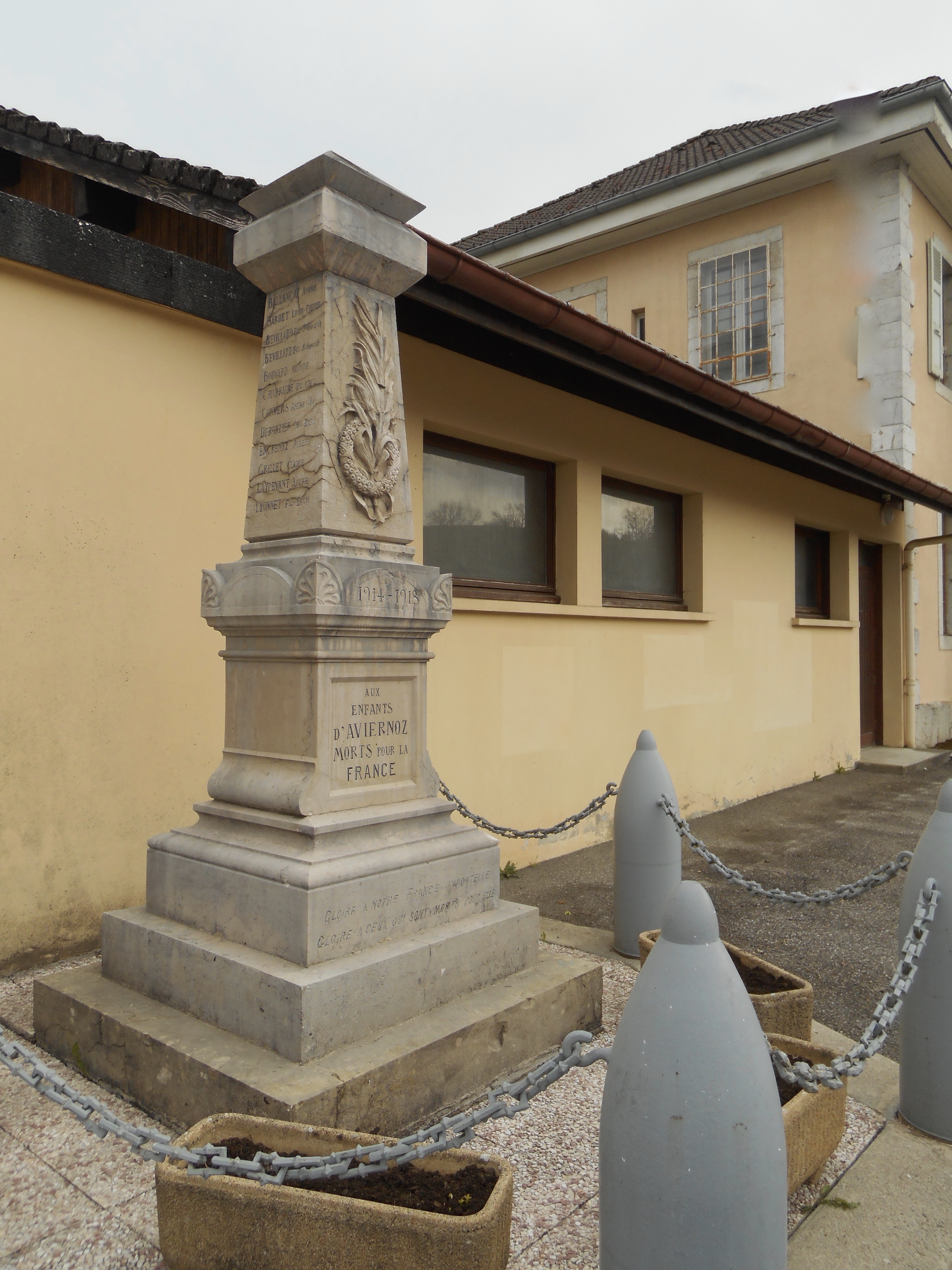
Monument aux morts.

- Église Saint-Maurice, édifiée dans un style savoyard en 1891[16],[17].
- Vieux cimetière du Crêt-des-Pierres, inutilisé depuis 1947, réaménagé et rénové en 2010-2011 par les compagnons d'Aviern', il est devenu un cimetière paysager.